# Solvatirani elektron
Solvatirani elektron je slobodan elektron u rastvoru, u kome se ponaša kao anjon. Solvatovanje elektrona u rastvoru znači da je vezan za rastvarač. Notacija za solvatirani elektron u formulama hemijskih reakcija je „e−”. Često se diskusije o solvatiranim elektronima fokusiraju na njihove rastvore u amonijaku, koji su stabilni danima, ali solvatovani elektroni se takođe javljaju u vodi i mnogim drugim rastvaračima - zapravo, u bilo kom rastvaraču koji posreduje u prenosu elektrona u spoljašnju sferu. Solvatirani elektron je odgovoran za veliki deo radijacione hemije.

## Rastvori amonijaka
Tečni amonijak će rastvoriti sve alkalne metale i druge elektropozitivne metale kao što su Ca, Sr, Ba, Eu, i Yb (takođe Mg korišćenjem elektrolitskog procesa), dajući karakteristične plave rastvore. Za alkalne metale u tečnom amonijaku, rastvor je plave boje kada je razblažen i boje bakra kada je više koncentrovan (> 3 molaran). Ovi rastvori provode struju. Plava boja rastvora je zbog amonisanih elektrona, koji apsorbuju energiju u vidljivom delu svetlosti. Difuzivnost solvatovanog elektrona u tečnom amonijaku može se odrediti pomoću hronoamperometrije potencijalnog koraka.
Solvatirani elektroni u amonijaku su anjoni soli, koji se nazivaju elektridi.
Na  +  6 NH3  →  [Na(NH3)6]+ + e−
Reakcija je reverzibilna: isparavanjem rastvora amonijaka nastaje film metalnog natrijuma.

### Studija: Li u NH3
Rastvor litijum-amonijaka na -60 °C je zasićen na oko 15 mol% metala (MPM). Kada se koncentracija poveća u ovom opsegu, električna provodljivost se povećava sa 10−2 do 104 Ω−1cm−1 (veće od tečne žive). Na oko 8 MPM, dešava se „prelazak u metalno stanje“ (TMS) (koji se takođe naziva „tranzicija od metala do nemetala“ (MNMT)). Na 4 MPM dolazi do razdvajanja tečne-tečne faze: manje gusta zlatna faza postaje nemešljiva sa gušće plavom fazom. Iznad 8 MPM rastvor je bronzane/zlatne boje. U istom opsegu koncentracija ukupna gustina se smanjuje za 30%.

## Ostali rastvarači
Alkalni metali se takođe rastvaraju u nekim malim primarnim aminima, kao što su metilamin i etilamin i heksametilfosforamid, formirajući plave rastvore. THF rastvara alkalni metal, ali analog Berčove redukcije ne dovodi do rastvaranja bez diaminskog liganda. Solvatirani elektronski rastvori zemnoalkalnih metala magnezijuma, kalcijuma, stroncijuma i barijuma u etilendiaminu korišćeni su za interkalaciju grafita sa ovim metalima.

## Voda
Solvatirani elektroni su uključeni u reakciju alkalnih metala sa vodom, iako solvatovani elektron ima samo kratkotrajno postojanje. Ispod pH = 9,6 hidratisani elektron reaguje sa hidronijum jonom dajući atomski vodonik, koji zauzvrat može da reaguje sa hidratisanim elektronom dajući hidroksidni jon i uobičajeni molekularni vodonik H2.
Solvatirani elektroni se mogu naći čak i u gasnoj fazi. To implicira njihovo moguće postojanje u gornjoj atmosferi Zemlje i učešće u nukleaciji i formiranju aerosola.
Njena standardna vrednost potencijala elektrode je -2,77 V. Ekvivalentna provodljivost od 177 Mho cm2 je slična provodljivosti hidroksidnog jona. Ova vrednost ekvivalentne provodljivosti odgovara difuziji od 4,75 {\displaystyle \times 10^{-5}} cm2s−1.

## Literatura
- Sagar, D. M.; Colin; Bain, D.; Verlet, Jan R. R. (2010). „Hydrated Electrons at the Water/Air Interface”. J. Am. Chem. Soc. 132 (20): 6917—6919. PMID 20433171. S2CID 207049708. doi:10.1021/ja101176r.
- Martyna, Glenn (1993). „Electronic states in metal-ammonia solutions”. Physical Review Letters. 71 (2): 267—270. Bibcode:1993PhRvL..71..267D. PMID 10054906. doi:10.1103/physrevlett.71.267.
- Martyna, Glenn (1993). „Quantum simulation studies of singlet and triplet bipolarons in liquid ammonia”. Journal of Chemical Physics. 98 (1): 555—563. Bibcode:1993JChPh..98..555M. doi:10.1063/1.464650.
- Solvated Electron. Advances in Chemistry. 50. 1965. ISBN 978-0-8412-0051-7. doi:10.1021/ba-1965-0050.
- Anbar, Michael (1965). „Reactions of the Hydrated Electron”. Solvated Electron. Advances in Chemistry. 50. стр. 55—81. ISBN 978-0-8412-0051-7. doi:10.1021/ba-1965-0050.ch006.
- Abel, B.; Buck, U.; Sobolewski, A. L.; Domcke, W. (2012). „On the nature and signatures of the solvated electron in water”. Phys. Chem. Chem. Phys. 14 (1): 22—34. Bibcode:2012PCCP...14...22A. PMID 22075842. doi:10.1039/C1CP21803D.
- Harima, Y.; Aoyagui, S. (1981). „Determination of the chemical solvation energy of the solvated electron”. Journal of Electroanalytical Chemistry and Interfacial Electrochemistry. 129 (1–2): 349—352. doi:10.1016/S0022-0728(81)80027-7.
- Hart, Edwin J. (1969). „The Hydrated Electron”. Survey of Progress in Chemistry Volume 5. Survey of Progress in Chemistry. 5. стр. 129—184. ISBN 9780123957061. S2CID 94713398. doi:10.1016/B978-0-12-395706-1.50010-8.
- The electrochemistry of the solvated electron. Technische Universiteit Eindhoven.
- IAEA On the Electrolytic Generation of Hydrated Electron.
- Fundamentals of Radiation Chemistry, chapter 6, p. 145–198, Academic Press, 1999.
- Tables of bimolecular rate constants of hydrated electrons, hydrogen atoms and hydroxyl radicals with inorganic and organic compounds, International Journal of Applied Radiation and Isotopes Anbar, Neta